# Zamek Królewski w Piotrkowie Trybunalskim

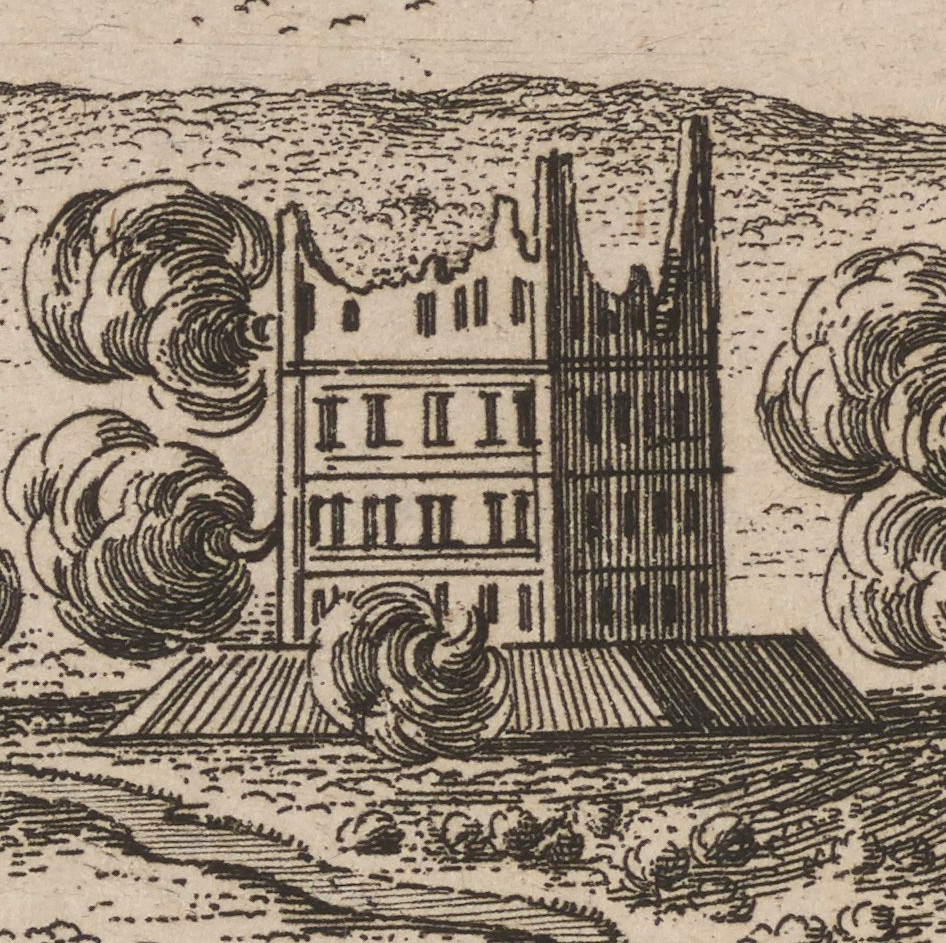
Zniszczenia zamku podczas oblężenia Piotrkowa w 1657 (fragment sztychu Dahlbergha)

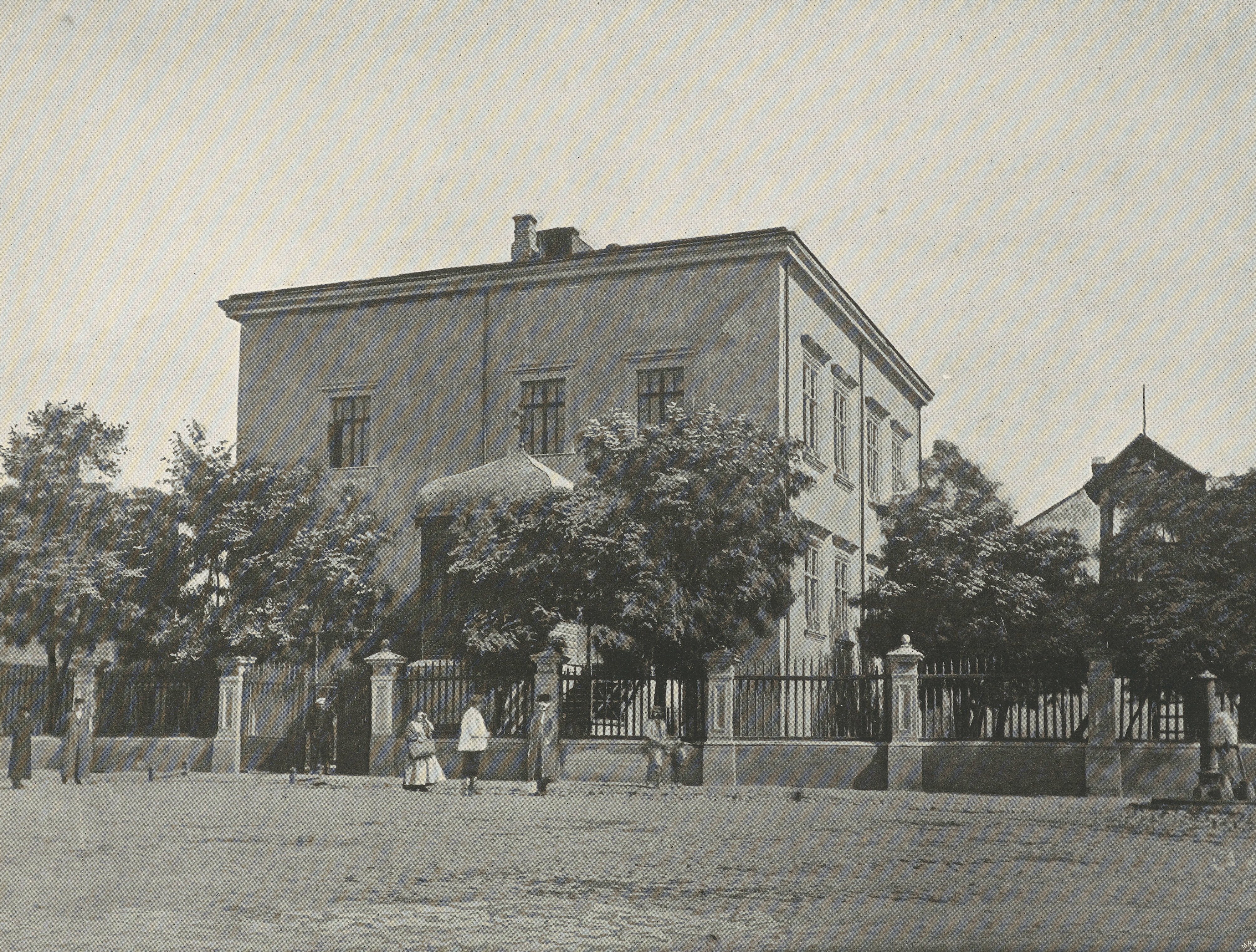
Zamek bez II piętra przed 1899

Zamek Królewski w Piotrkowie Trybunalskim – zbudowany w latach 1512–1519 na niskim brzegu Strawy przez mistrza Benedykta z Sandomierza na polecenie Zygmunta I Starego. Jest to wieża mieszkalna w stylu gotycko-renesansowym zbudowana z cegły i piaskowca. Posiada cztery kondygnacje i jest przykryta dachem namiotowym.

## Historia
Wieżę zbudowano w latach 1512–1519 i była wykorzystywana jako mieszkanie króla Zygmunta Starego podczas sejmów w Piotrkowie. Następnie mieściła się w niej siedziba starostwa grodowego. Wieża została częściowo zniszczona w 1657 roku podczas potopu szwedzkiego. Odbudował ją około 1684-1697 roku starosta piotrkowski Michał Warszycki zmieniając kształt dachu z dwuspadowego na czterospadowy i umieszczając na szczycie srebrnego orła z herbem Warszyckiego Abdank. W 1861 roku rozebrano oficyny znajdujące się przy zamku. Wieża częściowo spaliła się w lipcu 1865 roku i w 1869 rozebrano jej drugie piętro. 
W 1918 budynek przekazano Polskiemu Towarzystwu Krajoznawczemu, najpierw przez władze okupacyjne, następnie przez władze polskie. Oficjalny akt dzierżawy władze Rzeczypospolitej wręczyły piotrkowskiemu Oddziałowi PTK 18 listopada 1919. Prace remontowe trwały do 1922. Nie zdołano wówczas odtworzyć renesansowych i barokowych portali, postarano się natomiast o zabezpieczenie budynku. 15 października 1922 otwarto Muzeum Krajoznawcze Ziemi Piotrkowskiej. Od tej chwili datuje się historia „zamku” jako siedziby Muzeum.
W 1963 ze względu na zły stan techniczny budynku oraz dążenie do odtworzenia jego pierwotnego wyglądu rozpoczęto dalsze prace restauracyjne. Trwały one od 1964 do 1970. Ich efektem było m.in. odtworzenie drugiego piętra budynku oraz obecny kształt dachu według projektu Wacława Balda nawiązujący do formy nadanej po 1670 roku. Obecnie od 1970 siedziba muzeum.

## Opis budowli

### Bryła
Królewska rezydencja została zbudowana na kopcu ziemnym otoczonym fosą. Nadano jej kształt wieży, którą wypiętrzono ponad okolicę potężnym masywem czterech  kondygnacji wspartych na wysokim przyziemiu.
Obiekt zaprojektowano na planie prostokąta (18,45x20,25) m dłuższymi bokami skierowany ku południowi i północy,) miał wysokie przyziemie, parter i dwa piętra. Pierwotnie zwieńczona była renesansową attyką. Najwyższe piętro zostało zburzone przez Rosjan w XIX w. i obecnie istniejące zostało zrekonstruowane po 1950.
Występuje tutaj trójwnętrzowy układ oparty na odwiecznej zasadzie podziału dwiema ścianami skrzyżowanymi pod kątem prostym. Tym sposobem dwa wnętrza uzyskały plan kwadratu, natomiast pomieszczenie po stronie wschodniej – plan umiarkowanego prostokąta.
Środki obronne były bardzo skromne, przekop z mostem. Izolacja od otoczenia uzyskana dzięki fosie miała raczej znaczenie przede wszystkim dla jej programu reprezentacyjnego. Wysokie przyziemie tworzy optyczny cokół dla elewacji. O bezpieczeństwie jej lokatorów decydowało otoczenie obiektu. Także i funkcja budowli raczej wykluczała jej obronność. Wieża w Piotrkowie powinna być, zatem interpretowana, jako pałac, o czym wymownie świadczą jej wnętrza i jej elewacje.

### Elewacje
Starannie przemyślana elewacja przyczynia się do wrażenia, że wieża mimo sporych rozmiarów jest stabilna, lecz nie przyciężka. Poszczególne elewacje potraktowane są płaszczyznowo, na zasadzie wzajemnego równoważenia się akcentów pionowych i poziomych. Istotne jest także, że są kształtowane całościowo, a nie w funkcji do poszczególnych pięter.
Pozbawiony otworów okiennych mur przyziemia, w większości z kamieni polnych, przechodzi w ceglaną, również nieotynkowaną ścianę, ujętą w narożnikach ciosami z jasnego piaskowca. Płaszczyznę ścian organizują obramienia okienne, z jasnego piaskowca, o smukłych, pnących się ku górze laskach, znajdują przeciwwagę w gzymsach nadokiennych, lekko wysuniętych przed lico ściany, stanowiąc jedyny jej plastyczny element. Potężne trójdzielne okna zamykają optycznie budynek od góry.
Elewacja zachodnia nie ma okien w jednej z dwóch osi środkowych (był tam latryna), a północna i wschodnia w stykających się ze sobą osiach skrajnych, za którymi kryje się klatka schodowa. Właśnie w tej skrajnej osi elewacji północnej mieści się główne wejście do budynku, pozbawione kompozycyjnego znaczenia w stosunku do elewacji.
Natomiast rangę optycznej fasady zyskała elewacja południowa dzięki równomiernemu rozmieszczeniu okien.

### Wnętrze
Istnienie w sąsiedztwie „wieży” całego zespołu drewnianych budowli urzędowo – reprezentacyjnych, związanych z działaniem sejmów, pozwoliło ograniczyć jej program użytkowy do wnętrz mieszkalno- reprezentacyjnych (wieża tym samym nie była samowystarczalna). Dolna kondygnacja mieściła pomieszczenia o funkcjach pomocniczo-magazynowych, górne zaś, połączone wewnętrznymi schodami miały charakter mieszkalno-reprezentacyjny. Wbrew utartemu schematowi wież mieszkalnych gdzie każda kondygnacja miała inną funkcję, w Piotrkowie została podwojona liczba kondygnacji mieszkalnych, dolna służyła mieszkającemu w wieży urzędnikowi, górna królowi. Apartament taki składał się z sali, izby, i sieni o charakterze reprezentacyjnym, a na drugim piętrze mieściła się sala zwana palatium-stubam superiorem.
Piwnice kryły sklepienia kolebkowe, pozostałe pomieszczenia, z wyjątkiem klatki schodowej – drewniane stropy.
Proporcje wnętrz oraz organizacja ścian przy pomocy szeroko zarysowanych wnęk okiennych i samych okien, nadają pomieszczeniom bryłowaty charakter. Światło wpływa do każdej z izb równomiernie, trzema lub czterema oknami, a do sieni i wielkiej Sali sześcioma i siedmioma, co staje czynnikiem równoważącym przestrzeń. Na zamku Wawelskim wnętrza wschodniego skrzydła, są zorganizowane w podobny sposób i działanie światła jest też podobne. Właśnie ta przejrzystość rzutu wnętrz pałacu, organizacja przestrzeni, proporcje, kształt wnętrz, szerokie otwory okienne, są cechami typowo nowożytnymi budynku.

### Klatka schodowa
W Zamku Królewskim pojawiło się wyjątkowe rozwiązanie komunikacyjne – wbudowana, sklepiona klatka schodowa, związana z reprezentacyjnym programem, nadająca wież charakter nowożytny. Umieszczono ją w północno-wschodnim narożniku sieni. Sklepiona kolebką o łamanych biegach z podestami, jest w zasadzie wyodrębniona z przestrzeni mieszkalnej. Te szerokie (ok. 160 cm) kamienne schody są istotnym elementem kompozycji przestrzennej i funkcjonalnego układu wnętrz piotrkowskich, nie naruszają statycznej równowagi i zamkniętego charakteru poszczególnych wnętrz, jednocześnie podkreślając funkcjonalną łączność. Znaczenie ma tu krótszy bieg schodów, który na każdej kondygnacji wybiega w przestrzeń sieni przejmując część jej programu reprezentacyjnego, aby poprowadzić go na wyższe piętro. Do tej reprezentacyjności dochodziły również wytworne, rzeźbione w piaskowcu portale u wejścia na poszczególne biegi. Było to błyskotliwe dzieło, które zagwarantowało mistrzowi Benedyktowi pracę przy skrzydle wschodnim zamku wawelskiego, jednakże nie znajduje uzasadnienia w źródłach przypisywanie niemieckiemu architektowi autorstwa również tzw. Schodów Poselskich w zamku królewskim, mimo że powstały one w czasie trwania jego działalności na Wawelu

### Dekoracja rzeźbiarska
Architektoniczna dekoracja wnętrz pałacu zachowała się w stanie szczątkowym, dotyczy to reliktów płytek posadzkowych z czerwonego marmuru, ułamków kolorowych kafli piecowych, oraz bogatej kamieniarki obramień okiennych, portali i kominków o stylistyce gotycko-renesansowej, wykonanej przez mistrza Benedykta.

Sposób budowy przestrzeni i operowanie światłem, regularna kompozycja elewacji przy pomocy obramień okiennych, podkreślanie poziomych tendencji ściany plastycznymi gzymsami nadokiennymi w znacznie silniejszym stopniu niż renesansowe elementy kamieniarki decydują o tym, że pałac w Piotrkowie jest dziełem gotycko-renesansowym, a nie jeszcze późnogotyckim. Jednocześnie te właśnie cechy są wspólne i dla warsztatu Benedykta i dla współczesnej mu oraz wcześniejszej architektury w środkowej Europie, m.in. dla twórczości Benedykta Rieda.

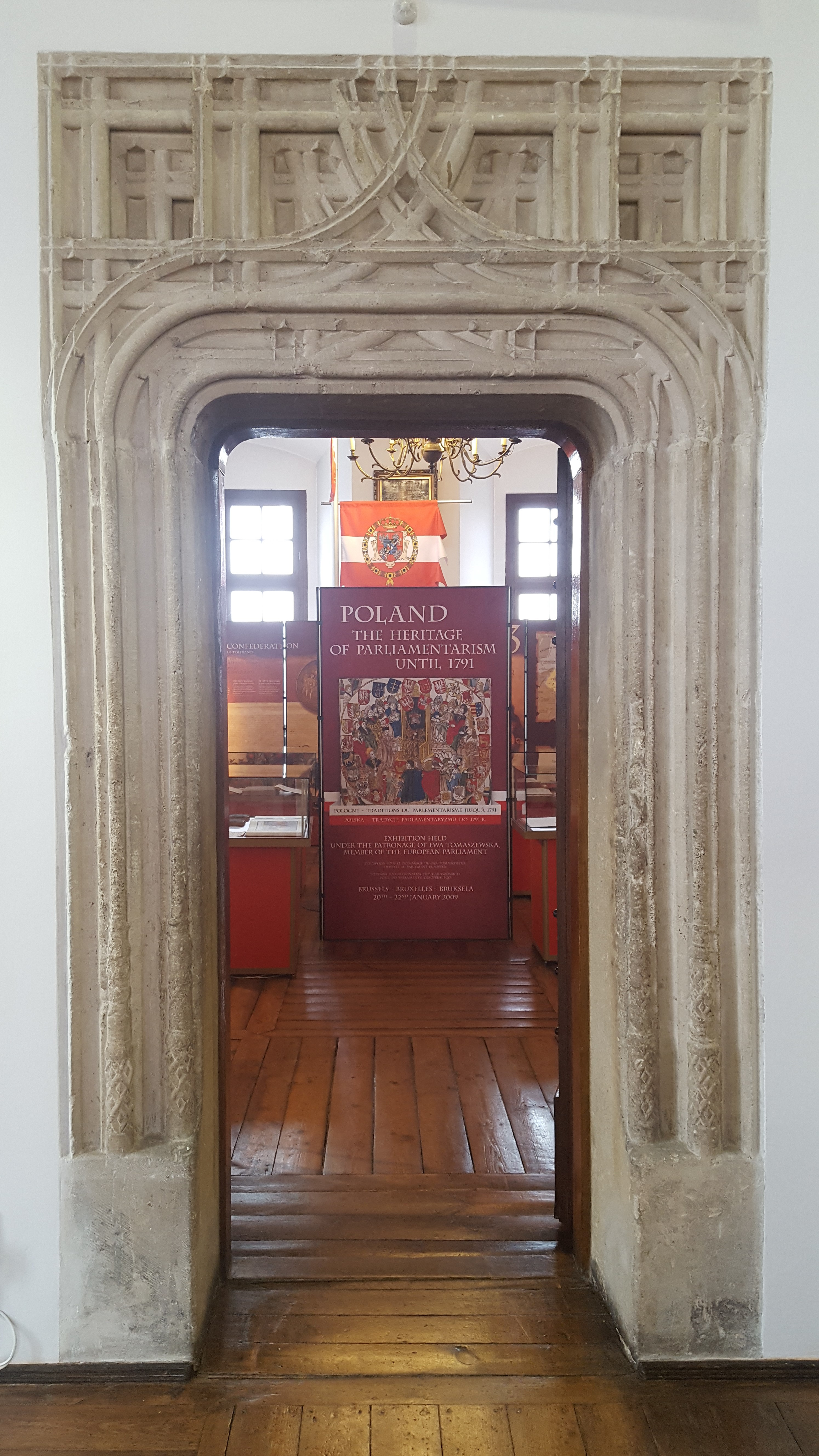
Portal z pocz. XVI wieku
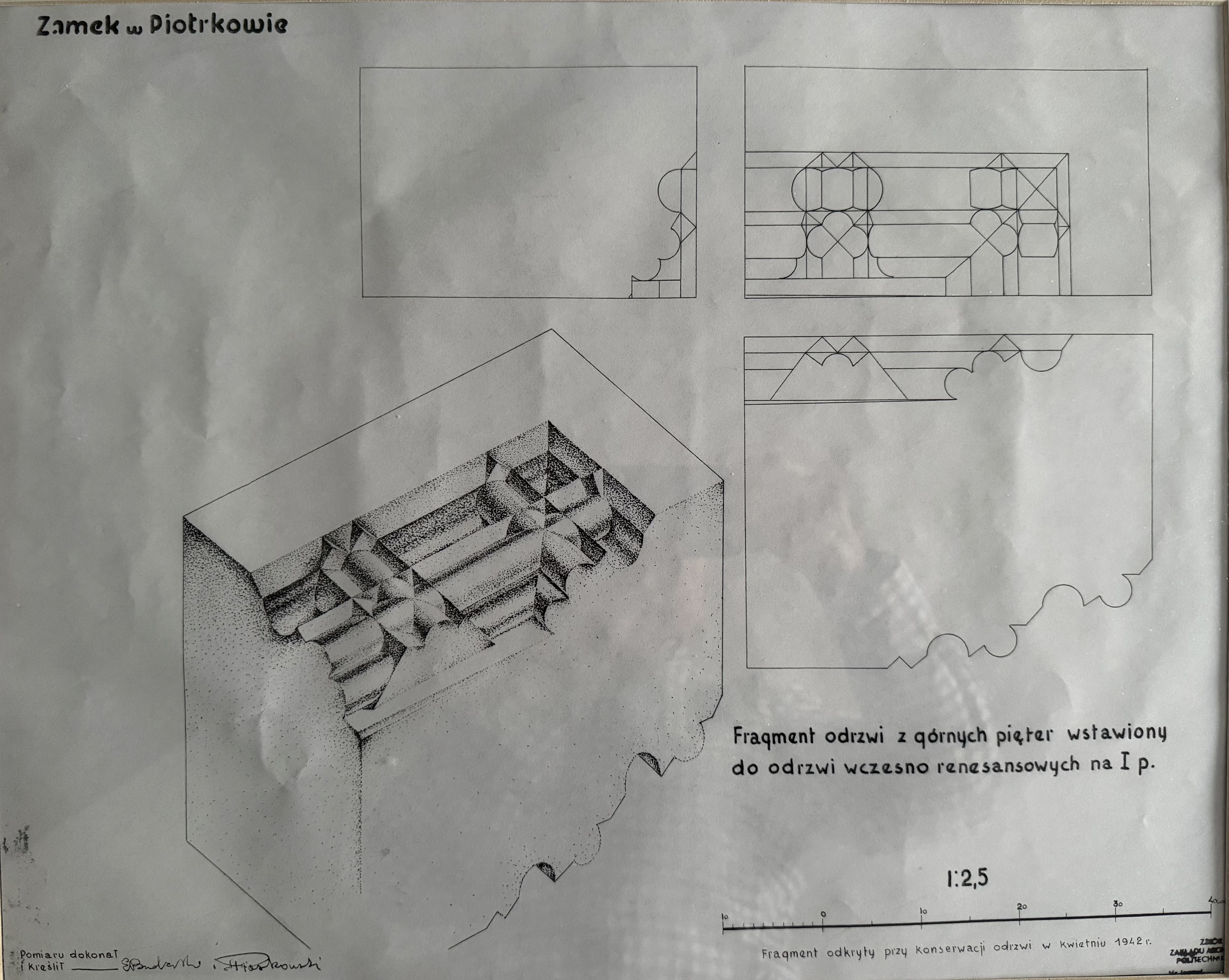
Fragment odrzwi (portalu) odkryty podczas prac konserwatorskich w kwietniu 1942 (rysunek Eugeniusz Budlewski)
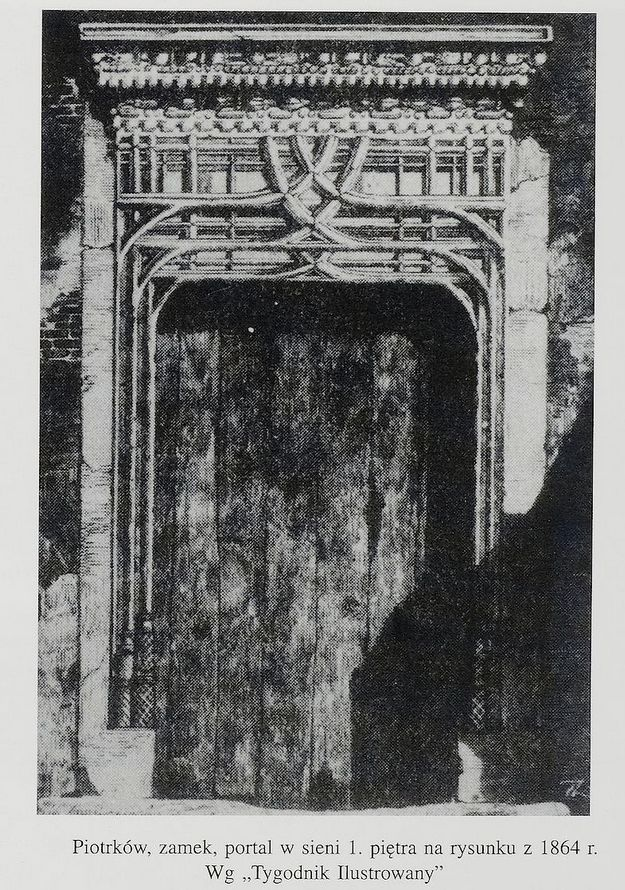
Portal gotycki we wnętrzu
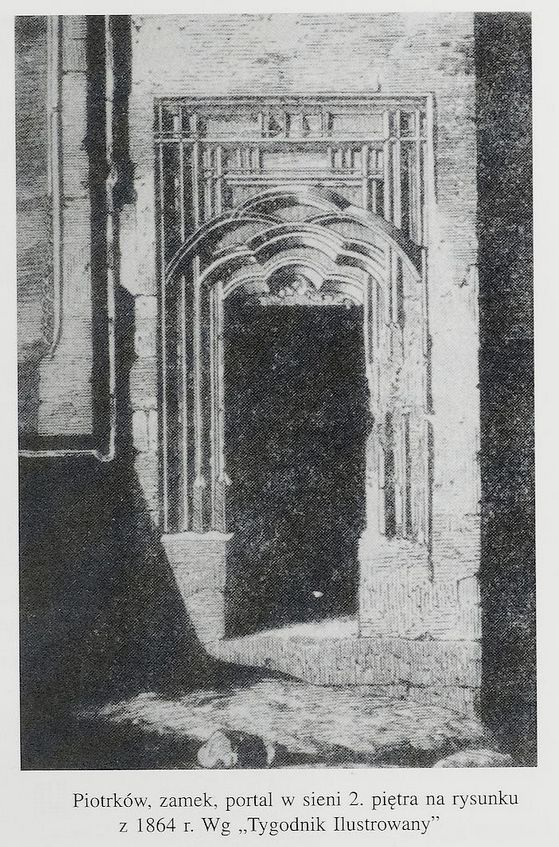
Portal gotycki w sieni 2 piętra wg rysunku z 1864 r.
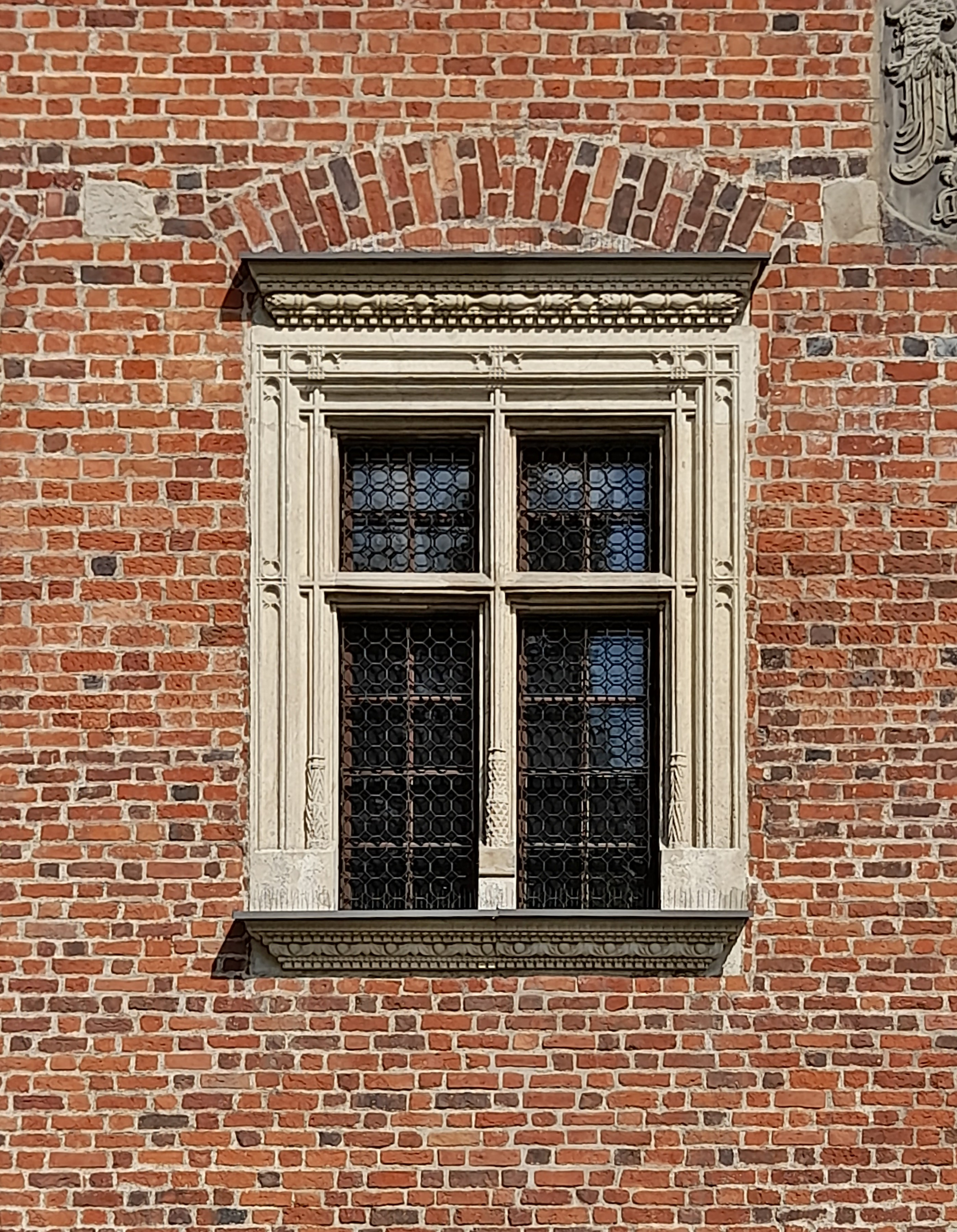
Okno gotycko-renesansowe
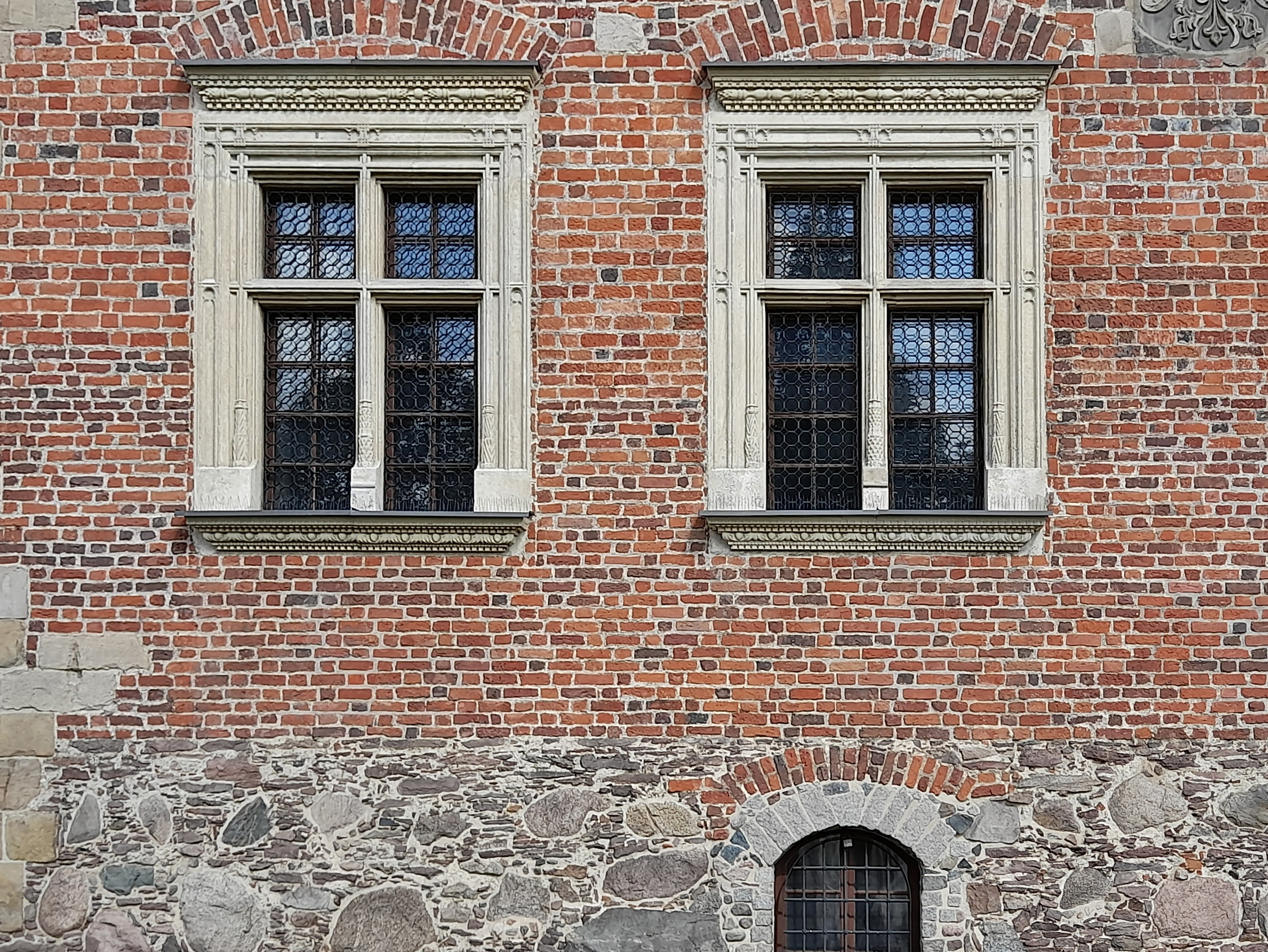
Okna gotycko-renesansowe
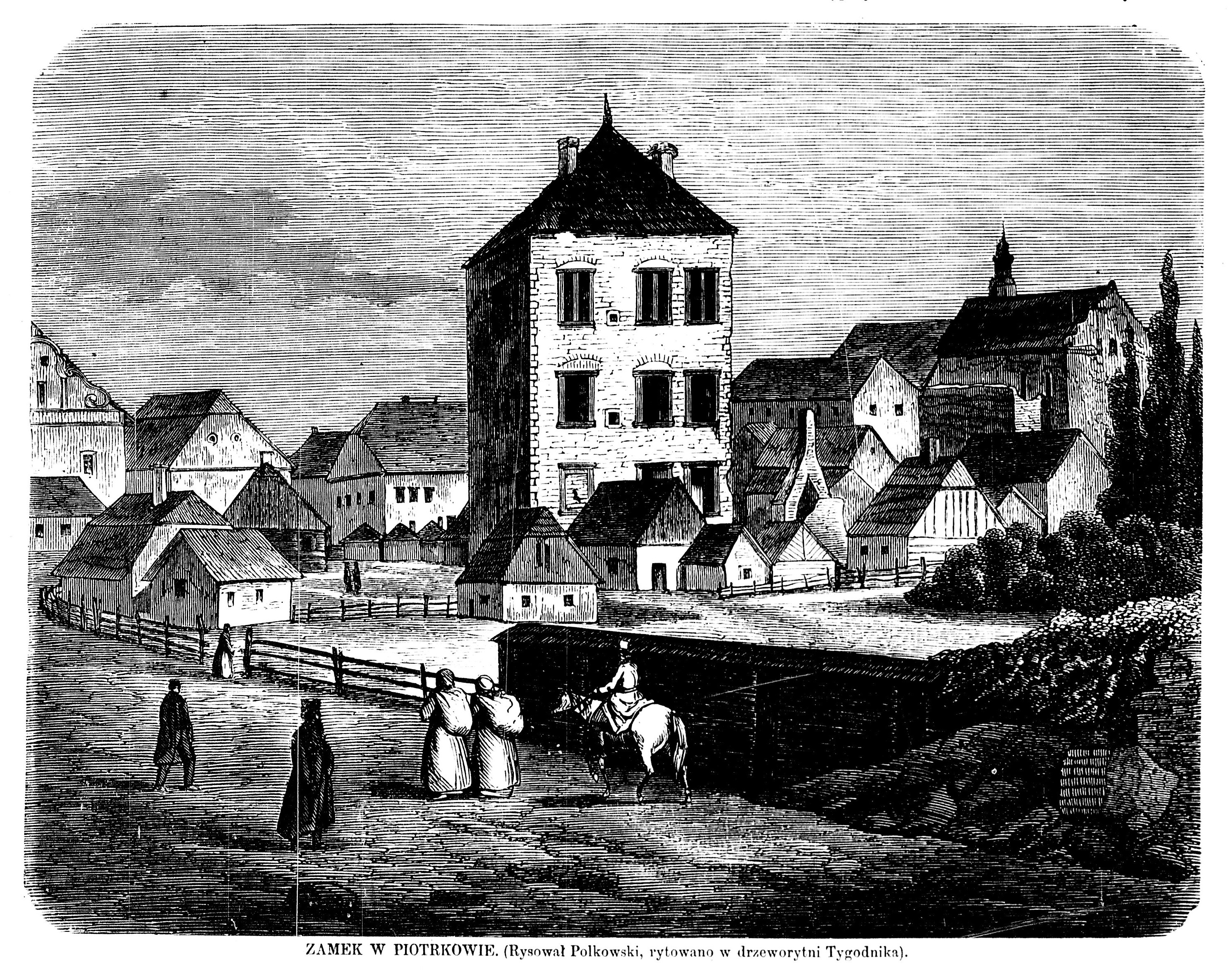
Wieża w 1861 r.
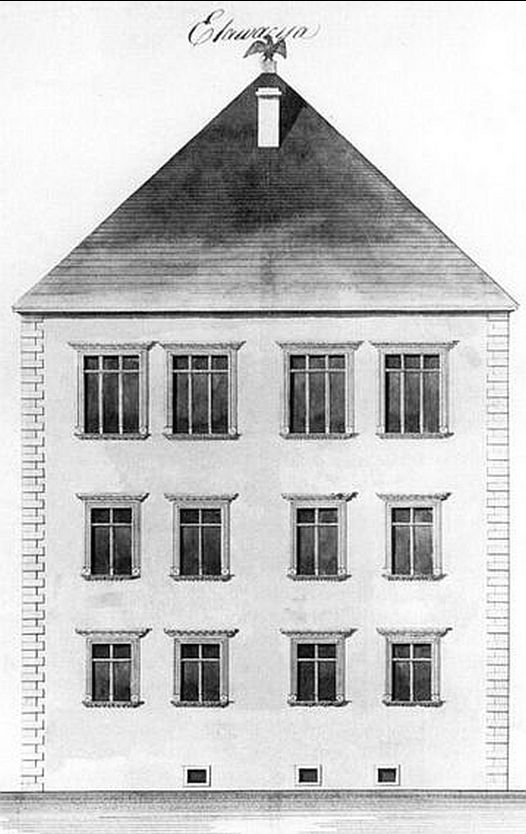
Wieża w 1828 roku
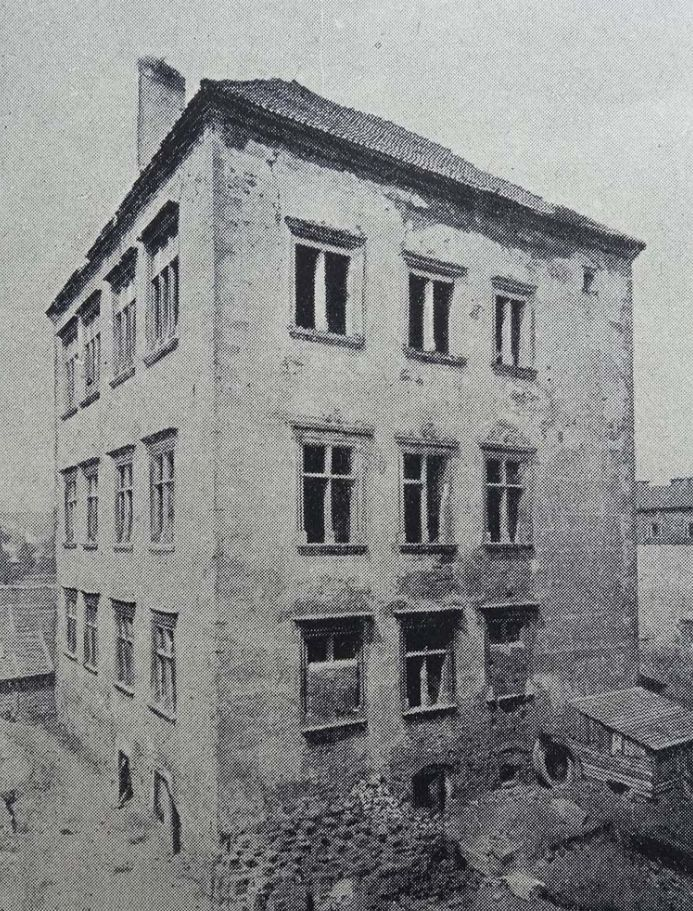
Wieża w Piotrkowie przed 1869 rokiem

## Zamek Królewski w Piotrkowie Trybunalskim – znaczenie rezydencji
Nie jest kwestią przypadku lub wyłącznie względów praktycznych, że formę „wieży” wybrano właśnie dla pałacu króla w miejscu sejmowym. Architektura pałacu-wieży odpowiadała wprawdzie tendencjom twórczości mistrza Benedykta, nie kłóciła się z jego stylem, jednak wiele na to wskazuje, że jest ona również wynikiem programu ideowego – narzuconemu niewątpliwie przez osobę fundatora, którym był król.
Znaczenie treściowe wieży jako elementu założenia zamkowego wydaje się dość oczywiste. Wieża była jedną z elementarnych form przestrzennych zamku, była też łatwo czytelnym dla współczesnych symbolem nadrzędnej pozycji zamieszkującego zamek monarchy. Mimo tego, że w Królestwie Polskim nie było tak silnej kodyfikacji jak w krajach o silnie rozwiniętym systemie feudalnym, gdzie opatrzenie wieżą zamku przez długi czas wymagało specjalnego przywileju suwerena, niemniej i tu wieża uznawana była za wykładnik prestiżu właściciela. Z mnogości przykładów istniejących na terenie Europy, szczególnie wymowne dla celów analizy Piotrkowa stają się dwa, gdzie formę wieży stosowano także dla rezydencji władcy, oraz mimo pewnych różnic stylowych ich wymowa ideologiczna wydaje się być taka sama: zewnętrza manifestacja pozycji suwerena. Przykładami są:
- White Tower w Londynie wzniesiona po roku 1066, służyła celom militarno-rezydencjonalnym.
- donżon w Vincennes, wzniesiony w latach 1337–1370 opodal stolicy Francji, jako rezydencja królewska.